# Gaël Givet
Gaël Givet-Viaros (Arles, 9 oktober 1981) is een Franse voetballer die als verdediger speelt. Hij speelde onder meer voor AS Monaco, Olympique Marseille, Blackburn Rovers en AC Arles-Avignon. Met Monaco won hij in 2004 de Coupe de la Ligue. In 2016 keerde hij terug bij AS Monaco waar hij voor het amateurteam gaat spelen.
Givet speelde sinds 2004 in totaal dertien interlands voor de Franse nationale ploeg. Hij zat in de selectie die deelnam aan de eindronde van het WK 2006 en de finale haalde. Givet debuteerde op 18 augustus 2004 tegen Bosnië-Herzegovina (1-1). Met het Frans voetbalelftal onder 18 werd hij in 2000 Europees kampioen.
Hij is getrouwd en heeft een zoon.